# Móng rồng nhiều hoa
Móng rồng nhiều hoa (danh pháp: Artabotrys hienianus) là loài thực vật có hoa thuộc họ Na. Loài này được Nguyễn Tiến Bân mô tả khoa học đầu tiên năm 2000.